# Flandern Rundt 2016
Flandern Rundt 2016 var den 100. udgave af cykelløbet Flandern Rundt og det var den anden af de store klassikere. Det var det ottende arrangement på UCI's World Tour-kalender i 2016 og blev arrangeret 3. april 2016. Løbet blev vundet af Peter Sagan.

## Hold og ryttere
| | 18 UCI World Tour-hold                                                                       |                                                                                        | 7 Wildcard |
| --- | -------------------------------------------------------------------------------------------- | -------------------------------------------------------------------------------------- | --- |
| - Ag2r-La Mondiale - Astana Pro Team - BMC Racing Team - Cannondale - Dimension Data - Etixx-Quick Step | - FDJ - Team Giant-Alpecin - IAM Cycling - Team Katusha - Lampre-Merida - Team LottoNL-Jumbo | - Lotto-Soudal - Movistar Team - Orica-GreenEDGE - Team Sky - Tinkoff - Trek-Segafredo | - Bora-Argon 18 - CCC Sprandi Polkowice - Direct Énergie - Roompot-Oranje Peloton - Southeast-Venezuela - Topsport Vlaanderen-Baloise - Wanty-Groupe Gobert |

### Danske ryttere
- Michael Mørkøv kørte for Team Katusha
- Lars Bak kørte for Lotto-Soudal
- Jakob Fuglsang kørte for Astana Pro Team
- Matti Breschel kørte for Cannondale
- Søren Kragh Andersen kørte for Team Giant-Alpecin
- Magnus Cort kørte for Orica-GreenEDGE

## Resultater
|    | Rytter             | Hold                | Tid     |
| -- | ------------------ | ------------------- | ------- |
| 1  | Peter Sagan        | Tinkoff             | 6:10.37 |
| 2  | Fabian Cancellara  | Trek-Segafredo      | + 25    |
| 3  | Sep Vanmarcke      | Team LottoNL-Jumbo  | + 28    |
| 4  | Alexander Kristoff | Team Katusha        | + 49    |
| 5  | Luke Rowe          | Team Sky            | + 49    |
| 6  | Dylan van Baarle   | Cannondale          | + 49    |
| 7  | Imanol Erviti      | Movistar Team       | + 49    |
| 8  | Zdeněk Štybar      | Etixx-Quick Step    | + 49    |
| 9  | Dimitri Claeys     | Wanty-Groupe Gobert | + 49    |
| 10 | Niki Terpstra      | Etixx-Quick Step    | + 49    |